# شركات الأدوية السيئة
شركات الأدوية السيئة: كيف تضلل شركات الأدوية الأطباء وتؤذي المرضى؟، هو كتاب للطبيب والأكاديمي البريطاني بن غولدكير، ويتناول فيه صناعة الأدوية وعلاقتها بمهنة الطب ومدى سيطرتها على البحوث الأكاديمية التي تُجرى على منتجاتها. نٌشر الكتاب في دار هاربر كولوينز (fourth state imprint of harper collins) في المملكة المتحدة في سبتمبر 2012، وفي الولايات المتحدة أيضًا في فبراير 2013 من قبل فابر وفابر (faber and faber). يقول غولدكير فيه بأن «صرح الدواء محطم بأكمله»، لأن الأدلة التي يستند إليها مشوهة بصورة منهجية من قبل صناع الأدوية. ويكشف في كتابه أن المصانع تمول معظم التجارب التي
 تجرى على منتجاتها في العيادات وكذلك التعليم المستمر للأطباء، وأن تجارب العيادات غالبًا ما تجرى على مجموعات صغيرة من المواضيع غير الشاملة، مع حجب للنتائج السلبية للتجارب بشكل روتيني، وعلى ما يبدو فان شركات الأدوية أو المتعاقدين معها قد تٌخطط أو حتى تكتب الأوراق الأكاديمية المستقلة، دون الكشف عنها. واصفًا الحالة بأنها (كارثة قاتلة) مقدمًا مقترحات لاتخاذ إجراءات من قبل المرضى والأطباء والأكاديميين وحتى أصحاب المصانع أنفسهم.
أصدرت رابطة صناعة المستحضرات الصيدلانية البريطانية في عام 2012 بيانًا ترد فيه على الكتاب، إذ تقول إن الأمثلة التي يقدمها الكتاب تاريخية، وأن المخاوف عولجت، وأصبحت صناعة الأدوية من أكثر الصناعات تنظيمًا في العالم، مؤكدة كشفها عن جميع البيانات والنتائج ووفقًا للمعايير الدولية. وفي كانون الثاني 2013، انضم غولدكير، ومنظمة كوشران للتعاون ((Cochrane Collaboration، والمجلة الطبية البريطانية وغيرها لإنشاء (AllTrials)، وهي حملة تدعو إلى الإفصاح عن جميع نتائج التجارب السريرية السابقة والحالية، وأعربت لجنة الحسابات العامة في مجلس العموم البريطاني في كانون الثاني 2014 عن قلقها من أن شركات الأدوية لا تزال تنشر فقط قرابة 50% من نتائج التجارب السريرية.
حصل غولدكير على الماجستير في الفلسفة من كلية كينغز لندن، بعد تخرجه وبدرجة الشرف الأولى في الطب من كلية ماغدالن في جامعة أكسفورد عام 1995، ثم اضطلع بالتدريب السريري في كلية الطب في كلية لندن الجامعة (UCL)، وتأهل بكونه طبيبًا في عام 2000 وطبيبا نفسيًا عام 2005. وأصبح زميل أبحاث في مؤسسة ويلكوم في علم الأوبئة في كلية لندن للصحة والطب المداري عام 2014، واشتهر غولدكار في صحيفة الغارديان بعموده المعنون «العلوم السيئة»، والذي كتبه منذ عام 2003، واشتهر أيضًا بكتابه الأول عام 2008 بعنوان «العلوم السيئة». الذي فنّد فيه مزاعم أشكال عدة من الطب البديل، وانتقد بعض الأطباء ووسائل الإعلام لعدم وجود تفكير نقدي. تناول الكتاب أيضًا الجدل حول لقاح  MMR، وإنكار الإيدز، والتأثير الوهمي وإساءة استخدام الإحصائيات. واعترفت مجلة الخدمات الصحية فيِ حزيران عام 2013 بغولدكير باعتباره أكثر من سلط الضوء على كيفية تشويه العلم والبحوث من قبل وسائل الإعلام، والسياسيين، والدجالين، والعلاقات العامة، ومصانع الأدوية.

## القصة

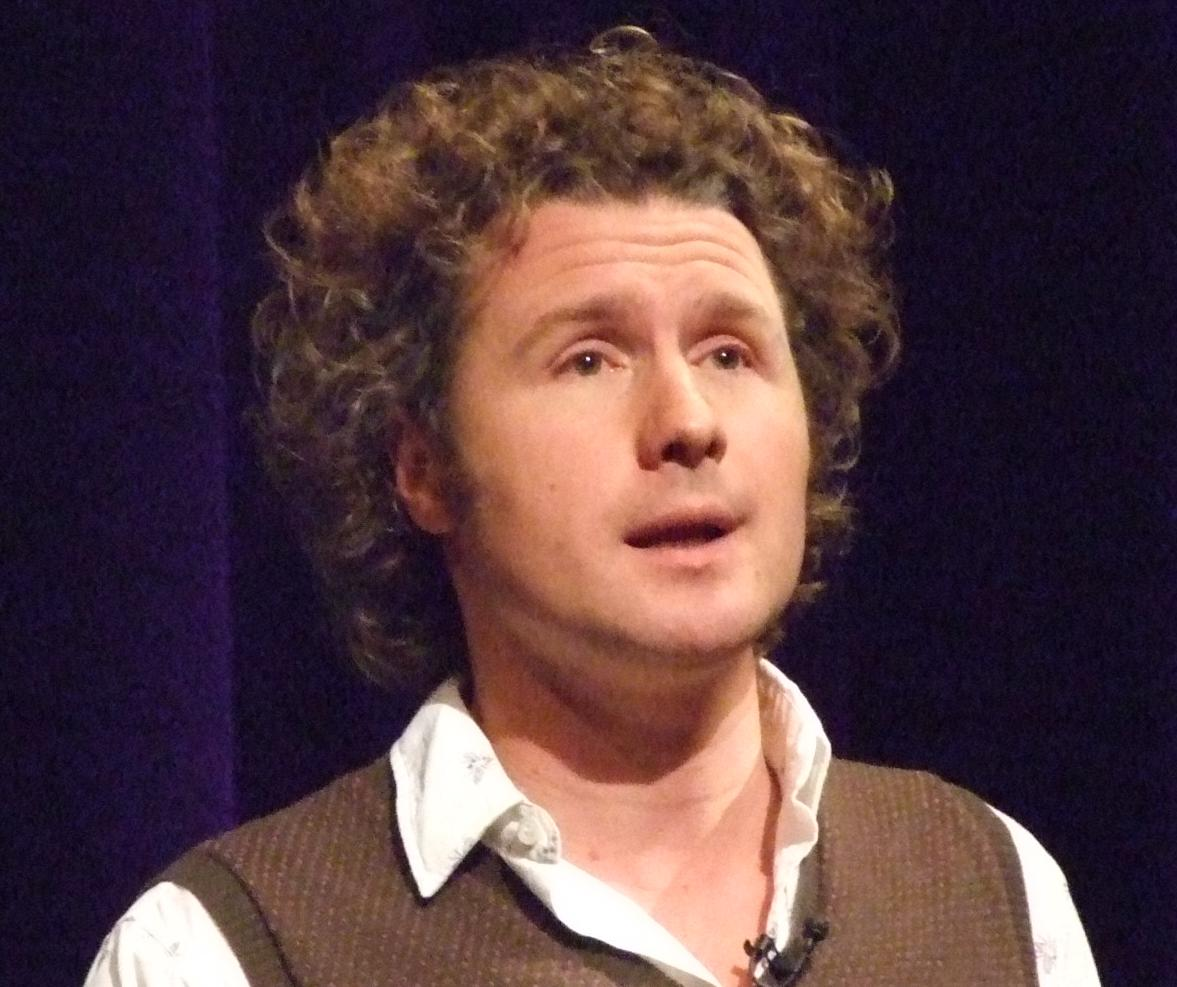

### المقدمة
كتب غولدكار في مقدمة (شركات الأدوية السيئة) أنه يهدف إلى الدفاع عن التالي:
يختبر مصنّعو الأدوية أدويتهم في تجارب سيئة التصميم، وعلى أعداد صغيرة خجولة من المرضى الغرباء، الذين لا يمثلون المجتمع كاملًا، ويجري تحليلها باستخدام تقنيات معيبة من جهة التصميم، إذ إنها تبالغ في فوائد العلاج، ومن غير المستغرب أن تسفر هذه التجارب عن نتائج لصالح الشركة المصنعة. وعندما تعطي التجارب نتائج لا تروق للشركات، تخفي المصانع هذه النتائج تمامًا عن الأطباء والمرضى، لذا فإننا لا نرى إلا صورة مشوهة لتأثيرات أي دواء. ويشهد المنظمون على معظم بيانات التجارب، ولكن فقط في الوقت المبكر من حياة العقار، وحتى بعد ذلك فهم لا يعطون هذه البيانات للأطباء، أو المرضى، أو حتى للجهات الحكومية المختصة.